# William Samuel Henson

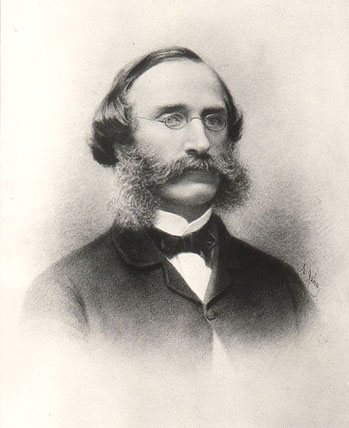
William Samuel Henson

William Samuel Henson (Nottingham, 3 de maio de 1812 — Newark, 1888) foi um engenheiro, pesquisador e inventor aeronáutico britânico.
Trabalhava como desenvolvedor de máquinas para a indústria de lã na Inglaterra e em 1848 emigrou para os Estados Unidos para realizar projetos de equipamentos para a Marinha Americana.
Em 1840, junto com John Stringfellow, começou a trabalhar num projeto de uma aeronave, baseada nos manuscritos e experiencias de George Cayley e em 1842 patenteou a Carruagem Aérea de Henson. Seu projeto nunca saiu do papel em função do seu enorme peso, pois contava com um motor a vapor, mas com a patente em mãos, em 1843, Henson, Stringfellow, Frederick Marriott e D.E. Colombine, fundaram a Aerial Transit Company para explorar a produção deste projeto. Em 1848 a sociedade foi dissolvida, pois não houve lucros decorrentes da aeronave patenteada.

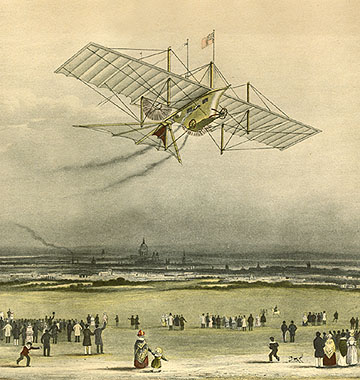
Gravura reproduzindo um hipotético voo da Carruagem Aérea de Henson

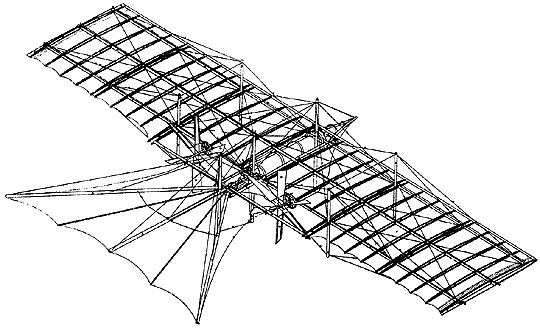
Ilustração da patente da Carruagem Aérea de Henson

Henson desenvolveu outros projetos, patenteando alguns, como um aparelho de barbear ou equipamentos e motores utilizando a força a vapor.